# Neptis hageni
Neptis hageni är en fjärilsart som beskrevs av Hans Fruhstorfer 1907. Neptis hageni ingår i släktet Neptis och familjen praktfjärilar. Inga underarter finns listade i Catalogue of Life.